# Мінкенд
Мінкенд (азерб. Minkənd) — село у Лачинському районі Азербайджану. З 1992 по 2020 рік було під контролем невизнаної Нагірно-Карабаської Республіки і носило назву Ак (вірм. Հակ), входячи в склад Кашатазького району. 1 грудня 2020 в ході Другої карабаської війни було звільнено Збройними силами Азербайджану (вірмени трактують це як окупацію).
Село розташоване за 40 км на північний захід від районного центру, міста Лачина та за 62 км на північ від міста Горіса. Поруч розташовані села Калача, Чирагли та Каракечді.

## Історія
У період перебування села у складі Російської імперії село входило до складу Зангезурського повіту Єлизаветпольської губернії, і мало змішане населення, вірменське і курдське. За переписом 1897 р. в селі жили 506 вірмен та 396 курдів. Село сильно постраждало в ході вірмено-татарської різанини 1905–1906, перший напад на село відбувся в березні 1905, другий з 5 по 6 червня, коли було вбито 50 вірмен. Напади продовжилися у серпні 1905 року, на захист вірмен Ака був направлений загін козаків, але Зангезурський пристав Мелік-Асланов переконав їх, що небезпеки для вірмен немає. Козаки вирушили на захист іншого села, ледь козаки віддалилися, азербайджанці вбили 140 і поранили 40 вірмен на очах у пристава, який ніяк не втрутився в хід подій. За повідомленням газети «Син вітчизни» у номері 30 серпня 1905: 
|  | У селищі Мінкенд вирізано понад триста душ всіх віків. Нутрощі вірменських дітей кидали на поживу собакам, Зангезурський пристав Мелік-Асланов відвів від Мінкенда козаків з офіцером, а потім милувався різаниною, про яку не зволив навіть доповісти начальству. |

У 1918 році в Аку жили 811 вірмен, але село знову було розорене в ході Вірмено-азербайджанської війни 1918–1920 років.

### Радянський період
У радянський період село увійшло разом з частиною Зангезурського повіту до складу Азербайджанської РСР. З 1923 року по 1929 село входило до Курдистанського повіту. За переписом 1926 року в селі жили 751 особа, з яких 746 курди та 5 вірмени. 1937 року відбулася депортація курдів з Азербайджанської РСР в республіки Середньої Азії та Казахстан. За переписом 1989 в Аку жило 2 306 осіб, всі азербайджанці.

### Пострадянський період
З 17 травня 1992 село знаходиться під контролем Нагірно-Карабаської Республіки. У грудні 1993 село включено до складу Кашатазького району. За переписом 2005 року в селі жили 102 людини, всі вірмени. 17 вересня 2009 р. розташована в селі церква святого Мінаса XVII століття була переосвячена.

## Видатні уродженці
- Арушанян Шмавон Мінасович (1903–1980) — радянський партійний та державний діяч[10].